# Blutwiesensee
Der Blutwiesensee ist ein kleines Stillgewässer in Löhne-Gohfeld im Kreis Herford in Ostwestfalen. In den 1980er Jahren als Baggersee entstanden, ist er heute ein beliebtes Angelgewässer. Es kommen sämtliche wichtige mitteleuropäische Fischarten wie Aal, Barsch, Hecht, Karpfen, Regenbogenforelle, Rotauge, Rotfeder und Schleie vor.

## Geographie und Einordnung
Der Blutwiesensee ist ca. 155 × 188 m groß und hat eine Fläche von ca. 2,05 Hektar. Er liegt auf einer Höhe von 50 m über dem Meeresspiegel.
In seiner Mitte befindet sich eine fast kreisrunde Insel mit 30 m Durchmesser.
Der See liegt am Rande des Naturschutzgebietes Blutwiese, dessen Name auf die Schlacht bei Gohfeld im Siebenjährigen Krieg zurückgeführt wird.
Ein namentragender Zufluss ist nicht vorhanden, die Entwässerungsgräben des Bruchs münden in den Ostscheider Bach, der in die Werre fließt.